# Grynet Molvig
Grynet Molvig, de son vrai nom Anna-Kristin Molvig Lewenhaupt, née le 23 décembre 1942, est une actrice et chanteuse norvégienne ayant effectué la majeure partie de sa carrière en Suède.

## Biographie
Elle fait ses débuts en tant qu'actrice en 1961 dans le film Sønner av Norge, ainsi que dans les comédies musicales Blåjackor sortie en 1964 et Stompa forelsker seg sortie en 1965. Elle se fait connaître au théâtre dans la comédie En flicka på gaffeln, jouée au Intiman à Stockholm, dans laquelle elle donne la réplique à Lars Ekborg, ainsi que dans le film Prinsessan sorti la même année, dans lequel elle interprète le rôle principal de la princesse Seija. En 1967, elle joue dans la pièce Anatol de Arthur Schnitzler, dont les représentations se jouent au Nationaltheatret d'Oslo.
En 1969, elle est engagée par le duo suédois Hasse et Tage dans leur spectacle Spader, Madame! qui se joue au Oscarsteatern à Stockholm. Elle jouera également dans deux de leurs films, Mannen som slutade röka sorti en 1972 et Sopor sorti en 1981.

## Filmographie sélective
- 1961 : Sønner av Norge
- 1964 : Blåjackor
- 1965 : Stompa forelsker seg
- 1966 : Prinsessan
- 1968 : Bamse
- 1970 : Röda rummet (série télévisée)
- 1970 : Døden i gatene
- 1972 : Mannen som slutade röka
- 1976 : En dåres försvarstal
- 1977 : Semlons gröna dalar (série télévisée)
- 1979 : Barnförbjudet
- 1981 : Sopor
- 1981 : Beteendelek (série télévisée)
- 1988 : Folk och rövare i Kamomilla stad
- 2002 : Bella - bland kryddor och kriminella (série télévisée)